# Преждевременното погребение
Преждевременното погребение (на английски: The Premature Burial) е разказ, написан от американският писател и поет Едгар Алън По. Темата в творбата е за погребване на човек, докато е още жив. Творбата е публикувана за пръв път през 1844 в „The Philadelphia Dollar Newspaper“. Страхът от подобно ужасяващо преживяване е широко разпространен по времето на писателя и той се възползва от интереса на публиката.

## Сюжет
Внимание:  Текстът по-долу разкрива сюжета на произведението (или части от него)!
В „Преждевременното погребение“ неназованият разказвач описва своята борба с „атаките на необикновеното смущение, което докторите наричат каталепсия“ - състояние, в което той безпричинно изпада в ужасен транс, приличащ на смърт. Това води до страхът на разказвача да не бъде погребан жив („Най-голямата злочест“, казва той, „е да бъдеш погребан жив.“) Той акцентира на страха си, споменавайки няколко души, които са били погребани живи. В първия случай трагичната злополука е открита много по-късно, когато ковчега е отворен наново. В другите случаи жертвите се съживяват навреме и успяват да привлекат достатъчно внимание, че да бъдат забелязани и извадени от зловещите си затвори.
Разказвачът споменава тези примери, за да осигури контекст за своята парализираща фобия от погребване жив. Както той обяснява, неговото състояние го предразполага да изпада в подобни състояния на транс и безсъзнание – болест, която се влошава през цялото време. Идеята, че ще изпадне в такъв транс, докато е далеч от своя дом и че неговото състояние ще бъде сметнато за смърт, го обладава. Той успява да накара приятелите си да му обещаят да не го погребват преждевременно, отказва да напуска своя дом и строи сложна гробница с оборудване, позволяващо му да сигнализира за помощ в случай, че се събуди след като са го погребали.
Историята завършва, когато разказвачът се събужда в непрогледен мрак в тясно пространство – погребан жив, а всички негови предпазни мерки не са му от полза. Той веднага започва да крещи, но някой го смъмря да мълчи. Разказвачът осъзнава, че е в каюта на малка лодка, а не в гроб. Това преживяване го отърсва от неговата мания за смъртта.

## Анализ
Страхът от преждевременно погребение има дълбоки корени в Западната култура през XIX в., а Едгар просто се възползва от публичния интерес към тази тема. Съобщавано е за стотици случаи, когато доктори погрешно са обявявали свои пациенти за мъртви. В този период ковчезите често са имали устройства за спешна употреба в случай, че „мъртвецът“ се съживи и се опита да извика за помощ. Манията по тази тема е толкова силна, че Викторианците създават Обществото за предпазване от преждевременно погребение. Хората по това време вярват във вампири – съживени трупове, които остават в своите гробове през деня, а през нощта се хранят с живите. Тези суеверия също допринасят към интереса от преждевременното погребение.
Разказвачът в „Преждевременното погребение“ живее празен живот. Той избягва реалността чрез своята каталепсия, но също и чрез своите фантазии, видения и обсебилата го идея за смъртта. Впоследствие той се възстановява, но едва след като преминава през най-големия си страх.

### Други подобни творби
- Беренис
- Бъчвата с амонтилядо
- Падането на къщата на Ъшер